# Hi-Fi (гурт)
Hi-Fi (англ. High Fidelity — висока точність відтворення звуку) — російський музичний гурт, заснований продюсером і автором текстів Еріком Чантурія, а також композитором і аранжувальником Павлом Єсеніним. Назву гурту придумав іміджмейкер Алішер. Перший альбом складався з пісень, записаних в Німеччині і Новосибірську для гурту Orbita — першого проекту Чантурія та Єсеніна, в якому вокалістом був Єсенін, а Мітя Фомін виступав в якості танцюриста.
Пісні колективу неодноразово очолювали російські чарти. У 2005 році гурт став лауреатом премії «Муз-ТВ» в номінації «Кращий танцювальний проект».

## Історія
Солістом «Hi-Fi» планував стати сам Павло Єсенін, але вирішивши, що гастрольне життя не залишить часу на написання музики, відмовився від цієї ідеї, і фронтменом гурту став уродженець Новосибірська Мітя Фомін. Однак Єсеніну не сподобався голос Фоміна, і він став співати за нього на записах гурту.
Офіційною датою заснування гурту вважається 2 серпня 1998 року. З цього дня Мітя Фомін, Тимофій Пронькін і фотомодель Оксана Олешко приступили до спільної роботи над зйомками відеокліпу до композиції «Не дано», яку знімали в Санкт-Петербурзі. Примітно, що учасники до цього моменту не перетиналися один з одним і не були знайомі. Перша версія пісні спочатку була англійською мовою, називалася «Get to stand after falling» і була записана ще в 1997 році для колективу Orbita, в якому брав участь і сам Мітя Фомін. Пізніше з цієї найпершої версії з'явилася пісня «Не дано».[джерело не вказане 3642 дні]
На початку 2003 року Оксана Олешко залишає гурт, присвятивши себе родині. Через два тижні була знайдена нова солістка, нею стала професійна модель Тетяна Терешина. Замінити Оксану Олешко також пропонували першій солістці поп-гурту «ВІА Гра» Олені Вінницькій, але незважаючи на довгі вмовляння продюсерів, співачка навідріз відмовилася. У травні 2005 року Терешина була змушена покинути колектив. На початку 2006 року на роль солістки була затверджена студентка джазового відділення Санкт-Петербурзького університету культури і мистецтв Катерина Лі.
На початку 2009 року на тлі падіння популярності «Hi-Fi» заради сольної кар'єри з колективу пішов Мітя Фомін, втомлений «анімувати» Павла Єсеніна  . Йому на зміну прийшов новий учасник — Кирило Колгушкін, але фактичним фронтменом гурту став Тимофій Пронькін.
У лютому 2010 року Катерина Лі оголосила про свій відхід з колективу для «більшої самореалізації на сцені». Пізніше вона стала солісткою гурту «Фабрика» замість Саті Казанової. У березні 2010 року, пройшовши кастинг, в колектив потрапила нова солістка Олеся Липчанська.
У квітні 2011 року Кирило Колгушкін заявив про намір покинути колектив. У лютому 2012 року новим солістом гурту став В'ячеслав Самарін. До репертуару колективу увійшли кілька його пісень, на одну з яких, «Не покидай», був знятий кліп. Однак В'ячеслав покинув гурт в жовтні цього ж року.
У грудні 2016 року в гурті з'явилася нова солістка Марина Дрождіна, і по квітень 2018 року гурт «Hi-Fi» представляв собою дует Тимофія Пронькіна і Марини Дрождіної.
У квітні 2018 року Мітя Фомін, Тимофій Пронькін і Оксана Олешко вперше за 10 років вийшли на сцену «Олімпійського» в золотому складі гурту «Hi-Fi». Сергій Жуков запросив їх виступити в якості гостей в рамках концерту «Руки вгору!». Також Мітя Фомін повідомив, що вони записали кілька нових пісень. 25 квітня на офіційному сайті гурту було оголошено про те, що золотий склад готується до зйомок нового відеокліпу. 6 вересня гурт виступив в золотому складі на шоу «Мурзилки Live» радіостанції «Авторадіо», де виконав деякі з колишніх композицій, а також представив нову пісню — «Розбуди мене» з вокалом Павла Єсеніна і Міті Фоміна . 20 грудня 2018 року на пісню «Розбуди мене» був випущений відеокліп.
Станом на 2019 рік гурт продовжує давати концерти.

## Склад гурту

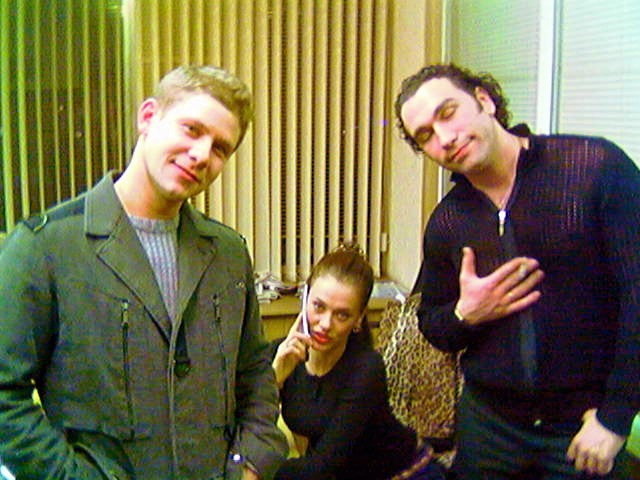
Склад: Мітя Фомін, Тимофій Пронькін і Тетяна Терешина (2003—2005)

| Період          | Склад            | Склад             | Склад            | Склад         |
| --------------- | ---------------- | ----------------- | ---------------- | ------------- |
| 08.1998-02.2003 | Тимофій Пронькін | Мітя Фомін        | Оксана Олешко    |               |
| 02.2003-05.2005 | Тимофій Пронькін | Мітя Фомін        | Тетяна Терешина  |               |
| 05.2005-02.2006 | Тимофій Пронькін | Мітя Фомін        |                  |               |
| 02.2006-12.2008 | Тимофій Пронькін | Мітя Фомін        | Катерина Лі      |               |
| 12.2008-02.2009 | Тимофій Пронькін | Мітя Фомін        |                  |               |
| 02.2009-02.2010 | Тимофій Пронькін | Кирило Колгушкін  | Катерина Лі      |               |
| 02.2010-03.2010 | Тимофій Пронькін | Кирило Колгушкін  |                  |               |
| 03.2010-04.2011 | Тимофій Пронькін | Кирило Колгушкін  | Олеся Липчанська |               |
| 04.2011-02.2012 | Тимофій Пронькін |                   | Олеся Липчанська |               |
| 02.2012-09.2012 | Тимофій Пронькін | В'ячеслав Самарін | Олеся Липчанська |               |
| 09.2012-12.2016 | Тимофій Пронькін |                   | Олеся Липчанська |               |
| 12.2016- т. ч.  | Тимофій Пронькін | Марина Дрождіна   |                  |               |
| 04.2018- т. ч.  | Тимофій Пронькін | Марина Дрождіна   | Мітя Фомін       | Оксана Олешко |

## Дискографія
Orbita (перший проект Hi-Fi)
Call me Misha (1995) (перша версія пісні Hi-Fi «Call me Misha»)
Funky nomads (1995)
Soldier (1996)
Doctor sex (1992)
We are crazy (1995)
School girls dream (1992)
Mothers jam (1994)
I wanna fly (1993)
I know
Are you ready?
Brooklyn's stiller (1994)
My love (feat. DJ D'bosh) (1998)
Somebody do it (1994)
One time in my life (1996)

### Студійні альбоми
- 1999 — Первый контакт[13]
- 1999 — Rепродукция[14]
- 2001 — Запоминай[15]
- 2001 — Новая коллекция 2003 D&J Remixes
- 2002 — Best
- 2008 — The Best I
- 2015 — HI-FI. Лучшее (Винил)
- 2018 — Хорошие песни. Неизданный альбом[16]

## Відеокліпи
| Рік  | Кліп(и)                                        | Режисер(и)                                                   | Склад                                                                             | Альбом(и)                          |
| ---- | ---------------------------------------------- | ------------------------------------------------------------ | --------------------------------------------------------------------------------- | ---------------------------------- |
| 1996 | Call me Misha                                  | Ерік Чантурія                                                | Павло Єсенін, Ерік Чантурія і Мітя Фомін (підтанцьовка) (в складі проекту Orbita) | Call me Misha (Baba dabababa baba) |
| 1998 | Не дано                                        | Алішер, Ерік Чантурія                                        | Тимофій Пронькін, Мітя Фомін, Оксана Олешко                                       | Первый контакт                     |
| 1999 | Беспризорник                                   | Брати Бліднови, О. Степченко                                 | Тимофій Пронькін, Мітя Фомін, Оксана Олешко                                       | Первый контакт                     |
| 1999 | Про лето                                       | Брати Бліднови, О. Степченко                                 | Тимофій Пронькін, Мітя Фомін, Оксана Олешко                                       | Reпродукция                        |
| 1999 | Чёрный ворон                                   | А. Солоха                                                    | Тимофій Пронькін, Мітя Фомін, Оксана Олешко                                       | Reпродукция                        |
| 2000 | Глупые люди                                    | А. Гімпель, В. Воробьйов                                     | Тимофій Пронькін, Мітя Фомін, Оксана Олешко                                       | Запоминай                          |
| 2002 | А мы любили                                    | М. Рожков, Едуард Мошкович                                   | Тимофій Пронькін, Мітя Фомін, Оксана Олешко                                       | Best                               |
| 2002 | Я люблю (Пісня року 2002)                      | Роман Бутовський                                             | Тимофій Пронькін, Мітя Фомін, Оксана Олешко                                       | Best                               |
| 2004 | Беда                                           | Тимофій Пронькін, Мітя Фомін, Тетяна Терешина                |                                                                                   |                                    |
| 2007 | По следам                                      | Тимофій Пронькін, Мітя Фомін, Катерина Лі                    |                                                                                   |                                    |
| 2008 | Седьмой лепесток (DJ Shevtsov & DJ Noiz remix) | Тимофій Пронькін, Мітя Фомін, Катерина Лі                    |                                                                                   |                                    |
| 2008 | Мы не ангелы                                   | Тимофій Пронькін, Мітя Фомін, Катерина Лі                    | Алан Бадоєв                                                                       |                                    |
| 2009 | Нам пора                                       | Тимофій Пронькін, Кирило Колгушкін, Катерина Лі              |                                                                                   |                                    |
| 2009 | Забытый сентябрь                               | Тимофій Пронькін, Кирило Колгушкін, Катерина Лі              |                                                                                   |                                    |
| 2010 | Время не властно (при участии 3XL PRO)         | Тимофій Пронькін, Кирило Колгушкін, Олеся Липчанська         |                                                                                   |                                    |
| 2011 | Я там                                          | Тимофій Пронькін, Кирило Колгушкін, Олеся Липчанська         |                                                                                   |                                    |
| 2012 | Не покидай                                     | Тимофій Пронькин, В'ячеслав Самарін, Олеся Липчанська        |                                                                                   |                                    |
| 2018 | Разбуди меня                                   | Тимофій Пронькин, Мітя Фомін, Оксана Олешко, Марина Дрождіна |                                                                                   |                                    |

## Нагороди
- 1999 — «Золотий грамофон» за пісню «Чёрный ворон»
- 1999 — «Пісня року» за пісню «Беспризорник»
- 2000 — «Золотий грамофон» за пісню «За мной»
- 2002 — «Золотий грамофон» за пісню «СШ № 7 (А мы любили)»
- 2004 — «Золотий грамофон» за пісню «Седьмой лепесток»
- 2005 — «Премія Муз-ТВ» — «Наймодніша група» (World Fashion TV)[17]